# Tokio (videogioco)
Tokio, noto in Giappone come Scramble Formation (スクランブル•フォーメーション?, Sukuranburu Fōmēshon), è un videogioco arcade di tipo sparatutto a scorrimento verticale prodotto dalla Taito nel 1986. 
È stata fatta un'unica conversione per l'home computer MSX2. Il gioco è stato inserito successivamente nella raccolte Taito Legends del 2005 e Taito Memories II Joukan del 2007.

## Modalità di gioco
Il giocatore pilota un velivolo rosso che sorvola i vari quartieri della capitale del Giappone, con il compito di eliminare una misteriosa organizzazione militare che si è impadronita della città.
Tra i vari mezzi nemici ci sono anche alcuni aerei di colore sempre rosso, che una volta colpiti si spaccano in due parti: se il velivolo principale tocca i musi di questi mezzi abbattuti, essi lo seguiranno in formazione fino a un massimo di quattro, potenziandone così l'attacco. Si può scegliere fra tre tipi di formazioni: la prima è in grado di sparare proiettili aria-aria e aria-terra, la seconda solo aria-aria, mentre la terza solo aria-terra ma facendo fuoco su un'area più ampia. Durante il gioco occorre reagire alle minacce decidendo di volta in volta quale delle tre formazioni sia la più vantaggiosa.
Il gioco è diviso in aree che rappresentano luoghi chiave a Tokyo, come Shinjuku, Akasaka e Ginza. Non ci sono né livelli chiaramente definiti  né un vero finale (Tokyo prevede infatti un continuo svolgimento), ma in alcuni punti il giocatore si trova a dover affrontare un grosso aereo di colore blu (unico boss nell'arcade) che può essere abbattuto solo se verranno colpiti i motori.
Le vite a disposizione sono inizialmente tre; vite extra sono ottenibili qualora il giocatore individui bersagli terrestri nascosti.

## Accoglienza
In Giappone, la rivista Game Machine elencò Tokio nel numero del 15 maggio 1986 come l'unità arcade di maggior successo del mese.